# امین آقالاروف
امین آقالاروف (ترکی آذربایجانی: Emin Araz oğlu Ağalarov; زاده ۱۲ سامبر ۱۹۷۹) خواننده و تاجر روس/آذربایجانی که با نام هنری امین فعالیت می‌کند.

## شرح حال
آقالاروف در باکو پایتخت جمهوری آذربایجان متولد شد، اما در چهار سالگی، او و خانواده اش به مسکو مهاجرت کردند، جایی که پدرش آراز آقالاروف تجارت زعفران خود را به روسیه منتقل کرد، امین برای اولین بار در روسیه به تحصیل مشغول شد، او بعد از آن در سوئیس و نیوجرسی تحصیل کرد. وی در سال ۲۰۰۱ با مدرک کارشناسی در رشته کسب و کار و مدیریت از دانشگاه نیویورک فارغ التحصیل شد.

## زندگی حرفه‌ای
علاقه آقالاروف به موسیقی در دبیرستانی در ایالات متحده آغاز شد. پس از فارغ التحصیل شدن از دبیرستان او به روسیه بازگشت، و از سال ۲۰۰۵ به صورت رسمی فعالیت خود را زیر نظر مسلم ماقمایف پیگری کرد.
امین آقالاروف در کنار پدرش به تجارت مشغول بوده و به عنوان مدیر در تجارت زعفران فعال است. ولی حرفهٔ اصلی وی موسیقی و خوانندگی می‌باشد که به زبان انگلیسی به اجرای موسیقی می‌پردازد. اولین آلبوم موسیقی امین توانست در بیش از ۱۰۰،۰۰۰ نسخه به فروش برسد.

## آلبوم‌ها
- 2006: Still
- 2007: Incredible
- 2008: Obsession
- 2009: Devotion
- 2010: Wonder
- 2012: After the Thunder
- 2014: Amor

## زندگی شخصی
امین آقالاروف فرزند آراز آقالاروف تاجر میلیونر روسی/آذربایجانی هست که با لیلا علیوا فرزند الهام علی اف رئیس جمهوری آذربایجان ازدواج کرد. این دو زوج دارای یک دوقلوی پسر می‌باشند و در سال ۲۰۱۵ طلاق گرفتند.